# Łucznictwo na Igrzyskach Ameryki Południowej 2018
Łucznictwo na Igrzyskach Ameryki Południowej 2018 odbywało się w dniach 2–6 czerwca 2018 roku w Complejo Aurora w Cochabamba. Rywalizacja odbywała się w dziesięciu konkurencjach zarówno indywidualnych, jak i drużynowych.

## Podsumowanie

### Klasyfikacja medalowa
| Klasyfikacja medalowa | Klasyfikacja medalowa | Klasyfikacja medalowa | Klasyfikacja medalowa | Klasyfikacja medalowa | Klasyfikacja medalowa |
| --------------------- | --------------------- | --------------------- | --------------------- | --------------------- | --------------------- |
| Miejsce               | Reprezentacja         | Złoto                 | Srebro                | Brąz                  | Razem                 |
| 1                     | Kolumbia              | 7                     | 3                     | 2                     | 12                    |
| 2                     | Brazylia              | 2                     | 2                     | 0                     | 4                     |
| 3                     | Argentyna             | 1                     | 0                     | 3                     | 4                     |
| 4                     | Wenezuela             | 0                     | 4                     | 3                     | 7                     |
| 5                     | Chile                 | 0                     | 1                     | 2                     | 3                     |

### Medaliści
| Konkurencja                 | 1. miejsce                                                             | 2. miejsce                                                          | 3. miejsce                                                               |
| --------------------------- | ---------------------------------------------------------------------- | ------------------------------------------------------------------- | ------------------------------------------------------------------------ |
| Łuk prosty drużynowo        | Kolumbia · Sara López · Camilo Cardona                                 | Wenezuela · Luzmary Guedez · Nelson Torres                          | Chile · Fernanda Lagos · Alejandro Arriagada                             |
| Łuk bloczkowy drużynowo     | Argentyna · Florencia Leithold · Kevin Sabado                          | Wenezuela · Mayra Méndez · Elías Malavé                             | Kolumbia · Ana María Rendon · Daniel Pineda                              |
| Mężczyźni                   |                                                                        |                                                                     |                                                                          |
| Łuk prosty indywidualnie    | Camilo Cardona                                                         | Daniel Muñoz                                                        | Alejandro Arriagada                                                      |
| Łuk bloczkowy indywidualnie | Daniel Pineda                                                          | Ricardo Soto                                                        | Estiven Ramírez                                                          |
| Łuk prosty drużynowo        | Kolumbia · Camilo Cardona · Daniel Muñoz · Manuel Arenas               | Wenezuela · Eduardo González · Maico Gómez · Nelson Torres          | Argentyna · Nelson Salinas · Pablo Maio · Walter Sabado                  |
| Łuk bloczkowy drużynowo     | Kolumbia · Andrés Pila · Daniel Pineda · Estiven Ramírez               | Brazylia · Edson Kim · Gustavo dos Santos · Lugui Cruz              | Argentyna · Ignacio Escalante · Kevin Sabado · Mario Jajarabilla         |
| Kobiety                     |                                                                        |                                                                     |                                                                          |
| Łuk prosty indywidualnie    | Sara López                                                             | Nora Valdez                                                         | Ana Gabriela Mendoza                                                     |
| Łuk bloczkowy indywidualnie | Graziela dos Santos                                                    | Ana Clara Machado                                                   | Mayra Méndez                                                             |
| Łuk prosty drużynowo        | Kolumbia · Alejandra Usquiano · Nora Valdez · Sara López               | Wenezuela · Ana Gabriela Mendoza · Luzmary Guedez · Olga Bosch      | Argentyna · Cynthia Mitchell · María Eugenia González · Melissa Regnasco |
| Łuk bloczkowy drużynowo     | Brazylia · Ana Clara Machado · Ana Luiza Caetano · Graziela dos Santos | Kolumbia · Ana María Rendón · Maira Sepúlveda · Valentina Contreras | Wenezuela · Mayra Méndez · Verona Villegas · Yerubi Suárez               |